# Trachycephalus
Trachycephalus é um gênero de anfíbios da família Hylidae.
As seguintes espécies são reconhecidas:
- Trachycephalus atlas Bokermann, 1966
- Trachycephalus coriaceus (Peters, 1867)
- Trachycephalus cunauaru Gordo, Toledo, Suárez, Kawashita-Ribeiro, Ávila, Morais & Nunes, 2013
- Trachycephalus dibernardoi Kwet & Solé, 2008
- Trachycephalus hadroceps (Duellman & Hoogmoed, 1992)
- Trachycephalus helioi Nunes, Suárez, Gordo & Pombal, 2013
- Trachycephalus imitatrix (Miranda-Ribeiro, 1926)
- Trachycephalus jordani (Stejneger & Test, 1891)
- Trachycephalus lepidus (Pombal, Haddad, & Cruz, 2003)
- Trachycephalus mambaiensis Cintra, Silva, Silva, Garcia & Zaher, 2009
- Trachycephalus mesophaeus (Hensel, 1867)
- Trachycephalus nigromaculatus Tschudi, 1838
- Trachycephalus resinifictrix (Goeldi, 1907)
- Trachycephalus typhonius (Linnaeus, 1758)
- Trachycephalus venezolanus (Mertens, 1950)[2]